# ドラッヘ (砲術練習艦)
| 1940年に撮られた「ドラッヘ」 | |
| 艦歴                         | |
| 発注                         | ゲルマニア社キール造船所 |
| 起工                         | |
| 進水                         | 1907年 |
| 就役                         | 1908年6月11日 |
| 退役                         | |
| その後                       | 1945年4月にソ連空軍の爆撃により撃沈。 |
| 除籍                         | |
| 前級                         | |
| 次級                         | ブレムゼ (砲術練習艦) |
| 性能諸元                     | |
| 排水量                       | 常備：790トン 満載：920トン |
| 全長                         | 54.0m |
| 全幅                         | 9.0m |
| 吃水                         | 3.0m |
| 機関                         | 竣工時：形式不明石炭専焼水管缶-基 +三段膨張式レシプロ機関2基2軸推進 1937年：形式不明ディーゼル機関2軸推進                                                   |
| 最大出力                     | 竣工時：-hp 1936年：1,600hp |
| 最大速力                     | 竣工時：15.0ノット |
| 航続距離                     | 竣工時：-ノット/-海里 1936年：15ノット/2,200海里 |
| 燃料                         | 竣工時：石炭：-トン 1936年：重油：150トン |
| 乗員                         | 59～68名 |
| 兵装                         | 竣工時：8.8cm（-口径）単装速射砲4基 5.2cm（-口径）単装速射砲4基 1930年：10.5cm（45口径）単装速射砲4基 3.7cm（83口径）連装機関砲2基 2cm（65口径）単装機銃2基 |

ドラッヘ（Schulschiff Drache）はドイツ帝国海軍の練習艦で同型艦はない。

## 概要
本艦は砲術練習艦として建造・就役された艦である。第一次世界大戦後、多くの海軍艦艇は賠償艦として散逸したが本艦はドイツ海軍に留まり1945年に撃沈されるまで多くの海軍乗員を育てた。

## 艦形
本艦の船体形状は生産性を高めるために直線を多用した設計が採られていた。強く傾斜したクリッパー型艦首から艦首甲板の乾舷部のみ高い短船首楼型船体を採用している。全く反り返り（シア）のない艦首甲板上に1番・2番8.8cm速射砲を並列配置で2基。両脇に船橋（ブリッジ）を持つ艦橋構造と単脚式の前部マストで船首楼は終了し、そこから甲板1段分下がった中央甲板に2本煙突が立つ。煙突の周囲は艦載艇置き場となっており、2本1組のボート･ダビッドを片舷2組の計2組により運用された。後部甲板に3番・4番8.8ｃｍ速射砲が後向きに並列配置で2基が配置された。
竣工後の1928年から武装を10.5cm単装速射砲4基と2cm（65口径）単装機銃2基に換装した。1936年7月に近代化改装を受け、船体をオーバーホールすると共に艦橋構造が大型化し、機関をディーゼル機関に換装した折に煙突を1本に纏めた。武装面においては3.7ｃｍ連装機関砲2基に換装を追加した。

## 主砲、その他備砲

### 竣工時

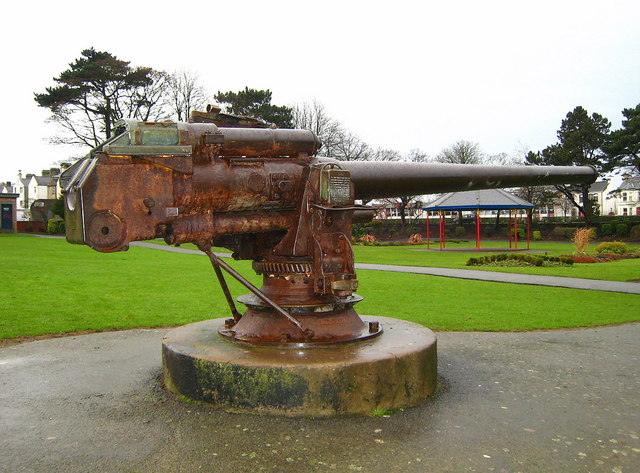
現代にも残る8.8cm（45口径）速射砲の写真。

竣工時の主砲には「SK L/45 1906年型 8.8ｃｍ（45口径）速射砲」を採用した。その性能は重量9.0kgの砲弾を仰角25度で10,694mまで届かせることができた。単装砲架の砲身の俯仰能力は仰角25度・俯角10度で旋回角度は360度の旋回角度を持っていたが実際は遮蔽物に制限された。装填形式は自由角度装填で、発射速度は人力装填のため毎分15発であった。これを単装砲架で4基を装備した。
近接兵装として「SK L/55 1906年型 5.2cm（55口径）速射砲」が採用された。その性能は重量1.75gの砲弾を仰角20度で7,100まで届かせることができた。 砲身の俯仰能力は仰角20度・俯角5度で、旋回角度は360度の旋回角度を持っていたが実際は遮蔽物に制限された。装填形式は自由角度装填で、発射速度は人力装填のため毎分10発であった。これを単装砲架で2基を装備した。

### 1938年

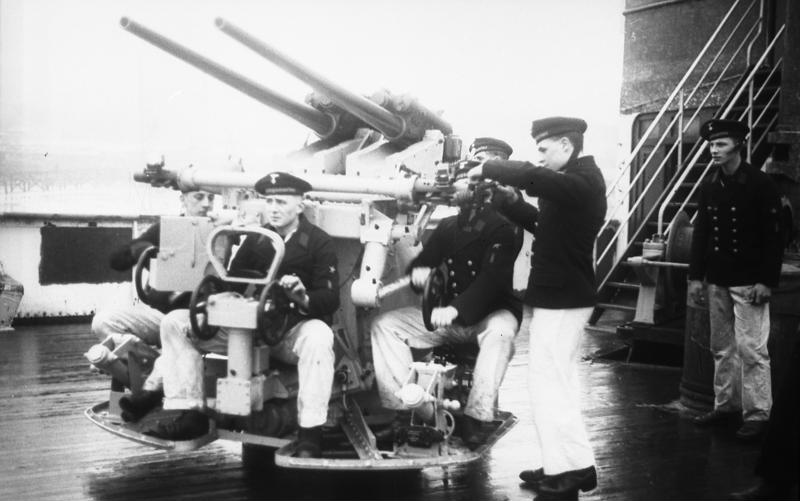
1940年に撮られた「ドラッヘ」の3.7cm連装機関砲を扱う水兵。

本艦の改装後の武装は新型艦に合わせて更新がされた。主砲には「SK L/45 1907年型 10.5ｃｍ（45口径）速射砲」を採用した。その性能は重量17.4kgの砲弾を仰角30度で12,700mまで、仰角45度で最大射高8,230mまで届かせることができた。第一次大戦後に改良された砲架により砲身の俯仰能力は仰角50度・俯角10度で旋回角度は360度の旋回角度を持っていたが実際は遮蔽物に制限された。装填形式は自由角度装填で、発射速度は人力装填のため毎分15発であった。これを単装砲架で4基を装備した。
対空兵装として「 SK C/30 1934年型3.7cm（83口径）機関砲」が採用された。その性能は重量0.742kgの砲弾を仰角45度で8,500mまで、最大仰角85度で高度6,800mまで届かせることができた。 砲身の俯仰能力は仰角85度・俯角5度で、旋回角度は360度の旋回角度を持っていたが実際は遮蔽物に制限された。装填形式は自由角度装填で、発射速度は人力装填のため毎分30発であった。これを単装砲架で1基を装備した。
さらに近接防空火器として「MG C/30 1934年型 2cm（65口径）機関銃」が採用された。その性能は重量0.143kgの弾丸を仰角45度で4,900mまで、最大仰角85度で高度3,700mまで届かせることができた。 砲身の俯仰能力は仰角85度・俯角11度で、旋回角度は360度の旋回角度を持っていたが実際は遮蔽物に制限された。装填形式は自由角度装填で、発射速度は人力装填のため毎分30発であった。これを単装砲架で3基を装備した。

## 艦歴
1936年以降はピラウに配置され、第二次世界大戦時はポーランド侵攻に参加し、バルト海沿岸部を艦砲射撃を行った。その後は練習艦任務に復帰したが1945年3月からソ連から撤退するドイツ兵の引き上げ任務のために東プロイセン沿岸で従事した。4月にソ連空軍の爆撃により撃沈された。本艦の残骸はロシアのダイバーにより2009年9月に発見された。

## 参考図書
- 「Conway All The World's Fightingships 1906–1921」（Conway）
- 「Conway All The World's Fightingships 1922-1946」（Conway）